# Doliocarpus dentatus
Doliocarpus dentatus är en tvåhjärtbladig växtart. Doliocarpus dentatus ingår i släktet Doliocarpus och familjen Dilleniaceae.

## Underarter
Arten delas in i följande underarter:
- D. d. dentatus
- D. d. esmeraldae
- D. d. ferrugineus
- D. d. lanceolatus
- D. d. latifolius
- D. d. obovatus
- D. d. rufescens
- D. d. tuberculatus
- D. d. undulatus